# Diadumenian
Diadumenian, Marcus Opellius Antoninus Diadumenianus (ur. 14 września 208, zm. czerwiec 218) – syn rzymskiego cesarza Makryna, współrządzący z nim od maja do czerwca 218.
Jako zaledwie dziewięcioletni chłopiec obwołany został przez wojska cezarem w Zeugmie w maju 217. Senat zaakceptował tę decyzję i nadał mu tytuł patrycjusza oraz przywódcy młodzieży (princeps iuventutis). Ojciec dodał mu nazwisko Antoninus w nawiązaniu do wielkich cesarzy z dynastii Antoninów i zamordowanego Antonina Karakalli, który był ulubieńcem wojska oraz naśladował podobną praktykę Septymiusza Sewera wobec jego synów. W maju 218 Makrynus uczynił Diadumeniana współwładcą nadając mu tytuł augusta. Było to okazją do pozyskania lojalności żołnierzy, którzy otrzymali dary (donativa) w wysokości 5000 drachm; zapewnienie jej było istotne wobec pojawienia się uzurpatora Heliogabala.
Po klęsce poniesionej przez Makrynusa pod Antiochią w bitwie ze zbuntowanymi zwolennikami Heliogabala, do której doszło 8 czerwca 218, Diadumenian został wysłany przez ojca w asyście Marka Aureliusza Epagatusa do króla Partów Artabanusa IV. Podczas ucieczki z Antiochii został pojmany przez centuriona Klaudiusza Polliona w Zeugmie przed przekroczeniem granicy i w czerwcu 218 poniósł śmierć.
W Historia Augusta Eliusz Lampridiusz poświęcił mu osobną biografię (Diadumenus Antoninus), choć o niskiej wartości jako źródło, gdyż wzbogaconą zmyślonymi dodatkami. Kasjusz Dion parokrotnie wspomina o nim tylko ubocznie w opisie rządów Makryna  (Historia rzymska LXXIX, 17-40). 